# 塔季扬娜·萨莫伊洛娃
塔季扬娜·耶夫钦耶夫娜·萨莫伊洛娃（俄语：Татьяна Евгеньевна Самойлова，1934年5月4日—2014年5月4日），是一名俄罗斯电影演员。她主演过《雁南飞》、《未寄出的信》和《安娜·卡列尼娜》。在苏联时期以美貌和意志坚强的表演而闻名。

## 生平
1934年出生于列宁格勒。她的父亲叶夫根尼·萨莫伊洛夫是一位知名戏剧、电影演员。儿童时期搬到莫斯科居住，学习芭蕾舞，后来开始专注于表演。她于1955年参与影视圈，出演过超过50部俄罗斯电影，2008年退休。
她在米哈伊尔·卡拉托佐夫1957年导演的电影《雁南飞》中扮演一位年轻女子，这部电影在1958年戛纳电影节上获得金棕榈奖。
1967年，她主演了亚历山大·扎尔西导演的《安娜·卡列尼娜》。该电影入选1968年戛纳电影节的竞赛单元，但因巴黎爆发学潮，而被迫取消。
2014年5月3日，她在80岁生日晚宴上被送往莫斯科医院，後因冠心病和高血压於隔天去世。

## 查看
1. 1 2 3 4 5  . 纽约时报中文版. 2014年5月13日  [2015-01-26]. （原始内容存档于2019-12-06）.
2. ↑  康慨. . 中华读书报. 2014年5月7日: 第4版  [2019年10月27日]. （原始内容存档于2019年10月27日）.
3. ↑  .   [2014-06-14]. （原始内容存档于2014-06-10） （俄语）.